# Kirby (computerspelserie)
Kirby (Japans: 星のカービィ Romaji: Hoshi no Kābī, "Kirby van de sterren") is een computerspelserie ontwikkeld en uitgegeven door HAL Laboratory en Nintendo. De gameplay van het merendeel van de spellen bestaat hoofdzakelijk uit actie, platform, en puzzel-elementen. De serie staat bekend om zijn lichte kleuren, artistieke stijl, eenvoudige gameplay, aandoenlijke personages en vrolijke muziek.
In 2018 bestaat de spelserie uit ruim 30 spellen, en er zijn wereldwijd 34 miljoen exemplaren van verkocht. Hiermee staat de serie in de top 50 van bestverkochte computerspellen. Het eerste Kirby-spel, Dream Land, staat nog bovenaan als bestverkochte spel met ruim 5 miljoen exemplaren.

Het Kirby-logo tot 2002.

## Geschiedenis
Het eerste spel in de Kirby-serie was Kirby's Dream Land uit 1992. Dit spel kwam eerst uit in Japan, later in andere delen van de wereld, oorspronkelijk voor de Game Boy van Nintendo. Kirby's Dream Land bevat vijf velden, en een tweede avontuur met sterkere vijanden. De Amerikaanse verpakking toont een witte Kirby, de Japanse een roze Kirby.

## Overzicht
In alle Kirby-spellen kan er gespeeld worden met de hoofdpersoon Kirby. Kirby is een klein roze en rond figuur en kan zijn vijanden opzuigen om ze vervolgens weer uit te spuwen. In latere spellen kan Kirby ook wapens kopiëren van zijn vijanden en deze gebruiken.
Kirby redt zijn wereld regelmatig van slechteriken, waaronder de meest voorkomende antagonist King Dedede, die zichzelf heeft uitgeroepen tot heerser van Dream Land. King Dedede komt in elk Kirby-spel voor, behalve Kirby & the Amazing Mirror. Een andere hoofdpersoon in de spellen is Meta Knight, een ridderachtige strijder die Kirby vaak assisteert, maar soms ook tegen hem vecht.
De wereld van Kirby heet Pop Star en bevat diverse regio's met verschillend klimaat, terrein, en wezens. Elk spel heeft unieke namen voor deze regio's, maar alle spellen hebben typische locaties, zoals grotten, open velden, ijsbergen, en watergevulde ruimtes. In de meeste spellen komt ook een kasteel voor, die vaak thuishoort bij King Dedede.
De Kirby-spellen bevatten een mix van actie, platform, unieke puzzels en een aantal verborgen voorwerpen die delen van een veld vrijspelen. Er bestaan ook diverse spin-offs of afgeleiden in de serie met andere spelelementen, zoals pinball, puzzels, en racen. Deze spellen maken gebruik van Kirby's bal-achtige uiterlijk.

## Tekenfilmserie
Door het succes van de Kirby-spellen werd in 2001 een tekenfilmserie gemaakt, genaamd Kirby: Right Back at Ya! (Japanse titel: Hoshi no Kaabii). Na 100 afleveringen stopte de serie in Japan in 2003.

## Lijst van spellen
| Jaar | Titel                                        | Platform         | Amerikaanse titel            |
| ---- | -------------------------------------------- | ---------------- | ---------------------------- |
| 1992 | Kirby's Dream Land                           | Game Boy         |                              |
| 1993 | Kirby's Adventure                            | NES              |                              |
| 1993 | Kirby's Pinball Land                         | Game Boy         |                              |
| 1995 | Kirby's Dream Course                         | SNES             |                              |
| 1995 | Kirby's Ghost Trap                           | SNES             | Kirby’s Avalanche            |
| 1995 | Kirby's Dream Land 2                         | Game Boy         |                              |
| 1996 | Kirby's Block Ball                           | Game Boy         |                              |
| 1996 | Kirby's Fun Pak                              | SNES             | Kirby Super Star             |
| 1997 | Kirby's Star Stacker                         | Game Boy         |                              |
| 1997 | Kirby's Dream Land 3                         | SNES             |                              |
| 2000 | Kirby 64: The Crystal Shards                 | Nintendo 64      |                              |
| 2000 | Niet verschenen in Europa                    | Game Boy Color   | Kirby Tilt 'n' Tumble        |
| 2002 | Kirby: Nightmare in Dream Land               | Game Boy Advance |                              |
| 2003 | Kirby Air Ride                               | GameCube         |                              |
| 2004 | Kirby & the Amazing Mirror                   | Game Boy Advance |                              |
| 2005 | Kirby: Power Paintbrush                      | DS               | Kirby: Canvas Curse          |
| 2006 | Kirby: Mouse Attack                          | DS               | Kirby: Squeak Squad          |
| 2008 | Kirby Super Star Ultra (remake)              | DS               |                              |
| 2010 | Kirby's Epic Yarn                            | Wii              |                              |
| 2011 | Kirby Mass Attack                            | DS               |                              |
| 2011 | Kirby's Adventure Wii                        | Wii              | Kirby’s Return to Dream Land |
| 2012 | Kirby's Dream Collection (compilatiespel)    | Wii              |                              |
| 2014 | Kirby: Triple Deluxe                         | 3DS              |                              |
| 2015 | Dedede's Drum Dash Deluxe (uitbreiding)      | 3DS              |                              |
| 2015 | Kirby Fighters Deluxe (uitbreiding)          | 3DS              |                              |
| 2015 | Kirby and the Rainbow Paintbrush             | Wii U            | Kirby and the Rainbow Curse  |
| 2016 | Kirby: Planet Robobot                        | 3DS              |                              |
| 2017 | Kirby Battle Royale                          | 3DS              |                              |
| 2018 | Kirby Star Allies                            | Switch           |                              |
| 2019 | Super Kirby Clash                            | Switch           |                              |
| 2020 | Kirby Fighters 2                             | Switch           |                              |
| 2022 | Kirby en de Vergeten Wereld                  | Switch           | Kirby and the Forgotten Land |
| 2023 | Kirby's Return to Dream Land Deluxe (remake) | Switch           |                              |